# مادهافان
مادهافان مواليد 1 يونيو 1970 في جمشيدبور، جهارخاند، الهند، هو ممثل وكاتب سيناريو هندي بدأ مسيرته الفنية عام 1994.

## الأعمال
- 2009: ثلاثة بلهاء (الدور: فرحان)

## وصلات خارجية
- مادهافان على موقع IMDb (الإنجليزية)
- مادهافان على موقع ألو سيني (الفرنسية)
- مادهافان على موقع ميوزك برينز (الإنجليزية)
- مادهافان على موقع أول موفي (الإنجليزية)
- مادهافان على موقع قاعدة بيانات الفيلم (الإنجليزية)
- مادهافان على موقع كينوبويسك (الروسية)